# Thelyconychia discalis
Thelyconychia discalis là một loài ruồi trong họ Tachinidae.